# Provinciale weg 218
De provinciale weg 218 (N218) is een provinciale weg in Voorne-Putten, provincie Zuid-Holland. Hij verbindt de A15 nabij het Botlekgebied en de A15/N15 ten noorden van Oostvoorne. Ten noorden van Spijkenisse wordt met de Hartelbrug het Hartelkanaal en het Scheepvaart- en Voedingskanaal overbrugd. De weg vormt tussen Spijkenisse en Brielle een onderdeel van de Groene Kruisweg.
De weg is grotendeels uitgevoerd als tweestrooks-gebiedsontsluitingsweg met buiten de bebouwde kom een maximumsnelheid van 80 km∕h. Tussen Spijkenisse en Geervliet is de weg uitgevoerd als vierstrooksweg met een middenberm tussen de rijbanen. Van Spijkenisse tot de brug over het Kanaal door Voorne loopt een busbaan parallel aan de zuidzijde van de weg voor busverkeer in beide richtingen, tussen de brug over het Kanaal door Voorne en Zwartewaal is deze busbaan alleen toegankelijk voor openbaar vervoer richting Spijkenisse. Ook bij Brielle heeft het busverkeer richting Spijkenisse een eigen busstrook.
Vanaf het fietspad langs de N218 is het natuurgebied De Kleine Beer te zien, ter hoogte van de Brielse Maasdam.

## Afbeeldingen

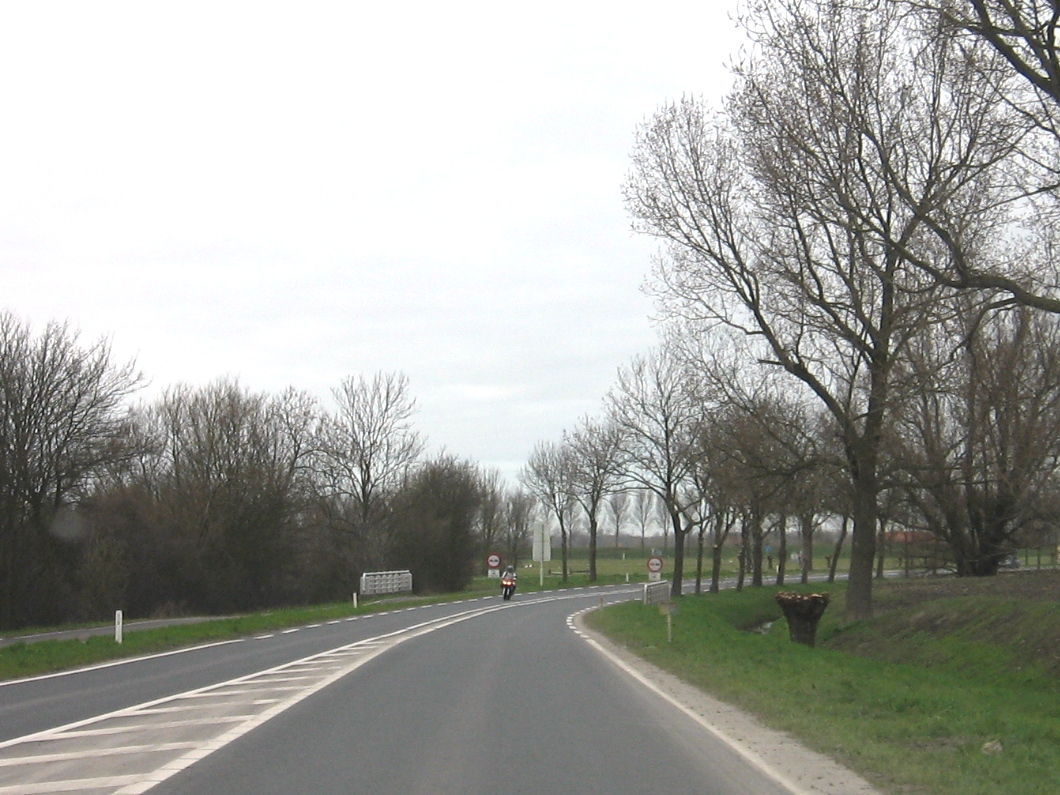
De N218 ter hoogte van Zwartewaal
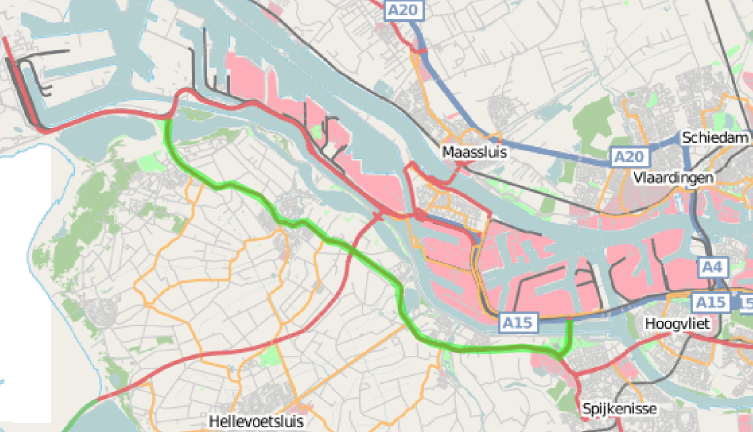
Detailkaart traject